# Agni Parthene

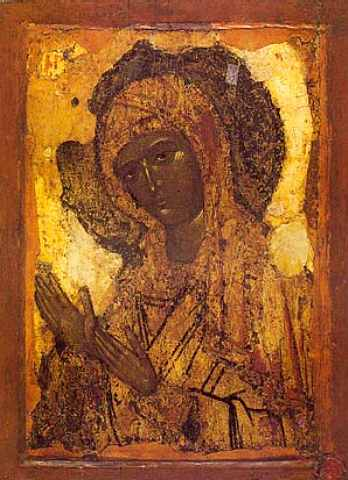
Ícone do hino mariano.

Virgem Pura (em grego:  Αγνή Παρθένε, transl.: Agni Parthene) é um hino mariano não litúrgico composto por São Nektários de Egina, no final do século XIX, em sua obra intitulada Theotokarion (Livro de Hinos dedicados à Mãe de Deus). É ocasionalmente cantado nas igrejas ortodoxas no começo das Vésperas ou ao término da Divina Liturgia, durante a veneração da cruz e o recebimento do antidoro.

## Texto original grego e transliteração
|      | Texto                                          | Pronunciação                                  |
| 1.Aα | Ἁγνὴ Παρθένε Δέσποινα, ἄχραντε Θεοτόκε,        | Agní Parthéne Déspina, Áhrante Theotóke,      |
| R    | Χαῖρε νύμφη ἀνύμφευτε.                         | Hére Nímfi Anímfefte.                         |
| 1.Aβ | Παρθὲνε μὴτηρ ἄνασσα, πανένδροσέ τε πόκε. R    | Parthéne Mítir Anassa, Panéndrose te póke. R  |
| 1.Bα | Ὑψηλοτέρα οὐρανῶν ἀκτίνων λαμπροτέρα, R        | Ipsilotéra Uranón, aktínon lamprotéra, R      |
| 1.Bβ | Χαρὰ παρθενικῶν χορῶν ἀγγέλων ὑπερτέρα. R      | Hará parthenikón horón, angélon ipertéra, R   |
| 1.Cα | Ἐκλαμπροτέρα οὐρανῶν, φωτὸς καθαρωτέρα, R      | Eklamprotéra uranón fotós katharotéra, R      |
| 1.Cβ | Τῶν οὐρανίων στρατιῶν, πασῶν ἁγιωτέρα. R       | Ton Uraníon stratión pasón agiotéra. R        |
| 2.Aα | Μαρία ἀειπάρθενε κόσμου παντὸς Κυρία, R        | María Aipárthene kósmu pantós Kiría, R        |
| 2.Aβ | Ἄχραντε νύμφη πάναγνε, Δέσποινα Παναγία. R     | Áhrante Nímfi Pánagne, Déspina Panagía, R     |
| 2.Bα | Μαρία νύμφη ἄνασσα, χαρᾶς ἡμῶν αἰτία, R        | María Nímfi Ánassa, harás imón etía, R        |
| 2.Bβ | Κόρη σεμνή, Βασίλισσα, Μήτηρ ὑπεραγία. R       | Korí semní Vasílissa, Mítir iperagía, R       |
| 2.Cα | Τιμιωτέρα Χερουβίμ, ὑπερενδοξοτέρα, R          | Timiotéra Heruvím, iperendoxotéra R           |
| 2.Cβ | Τῶν ἀσωμάτων Σεραφίμ, τῶν θρόνων ὑπερτέρα. R   | Ton asomáton Serafím, ton Thrónon ipertéra. R |
| 3.Aα | Χαῖρε τὸ ᾆσμα Χερουβίμ, χαῖρε ὕμνος ἀγγέλων, R | Hére to ásma Heruvím, hére ímnos angélon, R   |
| 3.Aβ | Χαῖρε ᾠδὴ τῶν Σεραφίμ, χαρὰ τῶν ἀρχαγγέλων. R  | Hére odí ton Serafím, hará tón Arhangélon, R  |
| 3.Bα | Χαῖρε εἰρήνη καὶ χαρά, λιμὴν τῆς σωτηρίας, R   | Hére iríni ke hará, limín tis sotirías, R     |
| 3.Bβ | Παστὰς τοῦ Λόγου ἱερά, ἄνθος τῆς ἀφθαρσίας. R  | pastás tu Lógu ierá, ánthos tis aftharsías, R |
| 3.Cα | Χαῖρε παράδεισε τρυφῆς, ζωῆς τε αἰωνίας. R     | Hére Parádise trifís, zoís te eonías, R       |
| 3.Cβ | Χαῖρε τὸ ξύλον τῆς ζωῆς, πηγὴ ἀθανασίας. R     | Hére to xílon tis zoís, pigí athanasías. R    |
| 4.Aα | Σὲ ἱκετεύω Δέσποινα, σὲ νῦν ἐπικαλοῦμαι. R     | Se iketévo Déspina, Se, nin, epikalúme, R     |
| 4.Aβ | Σὲ δυσωπῶ Παντάνασσα, σὴν χάριν ἐξαιτοῦμαι. R  | Se disopó Pantánassa, Sin hárin exetúme. R    |
| 4.Bα | Κόρη σεμνὴ καὶ ἄσπιλε, Δέσποινα Παναγία, R     | Korí semní ke áspile, Déspina Panagía, R      |
| 4.Bβ | Θερμῶς ἐπικαλοῦμαί σε, ναὲ ἡγιασμένε. R        | Thermós epikalúme Se, Naé igiasméne, R        |
| 4.Cα | Ἀντιλαβοῦ μου, ρῦσαί με ἀπὸ τοῦ πολεμίου R     | Antilavú mu, ríse me apó tu polemíu, R        |
| 4.Cβ | Καὶ κληρονόμον δεῖξόν με ζωῆς τῆς αἰωνίου. R   | Ke klironómon díxon me zoís tis eoníu. R      |

## Tradução para o português
Ó Virgem Pura e Rainha, Imaculada, mãe de Deus!

Ave, Esposa Inesposada!

Mãe Virgem e Rainha,

Manto Orvalhado cobre-nos!

Ave, Esposa Inesposada!

Ó Altíssima, mais que os céus, 

ó Luminosa, mais que o sol!

Ave, Esposa Inesposada!

Ó deleite dos santos virginais, 

maior que os celestiais!

Ave, Esposa Inesposada!

Ó luz dos céus mais brilhante, 

mais pura e radiante!

Ave, Esposa Inesposada!

Ó mais Santa e angelical, 

ó Santíssimo altar celestial!

Ave, Esposa Inesposada!

Maria Sempre Virgem, 

Senhora da Criação!

Ave, Esposa Inesposada!

Ó Imaculada Esposa Virgem, 

ó Puríssima Nossa Senhora!

Ave, Esposa Inesposada!

Maria, Esposa e Rainha, 

fonte da nossa alegria!

Ave, Esposa Inesposada!

Venerável Virgem Donzela, 

Santíssima Mãe e Rainha!

Ave, Esposa Inesposada!

Mais venerável que os Querubins, 

mais gloriosa que os Serafins!

Ave, Esposa Inesposada!

És mais alta em plena glória, 

que toda a hoste incorpórea!

Ave, Esposa Inesposada!

Ave hino dos arcanjos, 

Ave música dos anjos!

Ave, Esposa Inesposada!

Ave, canto dos Querubins,

Ave canto dos Serafins!

Ave, Esposa Inesposada!

Ave, paz e alegria, alegrai-vos, 

Ave, porto da salvação!

Ave, Esposa Inesposada!

Do Verbo santo, quarto nupcial; 

Flor, fragrância da Incorrupção!

Ave, Esposa Inesposada!

Ave, deleite do Paraíso, 

Ave, Vida Imortal!

Ave, Esposa Inesposada!

Ave, Árvore da Vida, 

e Fonte da Imortalidade!

Ave, Esposa Inesposada!

Imploro-te, ó Rainha, 

eu te suplico!

Ave, Esposa Inesposada!

Peço-te ó Rainha da Criação,

imploro tua bênção!

Ave, Esposa Inesposada!

Ó Virgem Pura Venerável, 

ó Santíssima Senhora

Ave, Esposa Inesposada!

Com fervor eu te suplico, 

ó Templo Sagrado!

Ave, Esposa Inesposada!

Percebe-me, ajudai-me, 

livra-me do inimigo!

Ave, Esposa Inesposada!

Intercede por mim 

para que eu tenha a Vida Eterna!

Ave, Esposa Inesposada!

## Tradução sérvia
- На Српском

Чиста Дјево Владичице, непорочна Богородице,
Радуј се, Невесто Неневесна!
Мати Дјево Господарко, под чијим смо сви окриљем,
Радуј се, Невесто Неневесна!
Од сила Небеских виша си, од зрака сунца сјајнија,
Радуј се, Невесто Неневесна!
Радости хорова девојачких, од анђела узвишенија,
Радуј се, Невесто Неневесна!
Од небеса си сјајнија, од светлости чистија,
Радуј се, Невесто Неневесна!
Од свих сила анђелских Ти си светија,
Радуј се, Невесто Неневесна!
Маријо, увек Дјево, Господарко Света,
Радуј се, Невесто Неневесна!
Непорочна Невесто, свечиста Госпођо Пресвета,
Радуј се, Невесто Неневесна!
Маријо Невесто Господарко, Изворе наше радости,
Радуј се, Невесто Неневесна!
Девојко смерна Царице, Пресвета Мајко,
Радуј се, Невесто Неневесна!
Од Херувима часнија, од Серафима славнија,
Радуј се, Невесто Неневесна!
Од бестелесних небеских сила узвишенија,
Радуј се, Невесто Неневесна!
Преклињем Те, Владичице, Тебе сада призивам,
Радуј се, Невесто Неневесна!
Теби се клањам, Свевладарко, Твоју милост тражим,
Радуј се, Невесто Неневесна!
Девојко смерна, Пречиста, Владичице Пресвета,
Радуј се, Невесто Неневесна!
Тебе призивам усрдно, о Храме освећени,
Радуј се, Невесто Неневесна!
Заштити ме и избави од непријатеља,
Радуј се, Невесто Неневесна!
Покажи ме наследником Вечнога Живота,
Радуј се, Невесто Неневесна!
(Source and translation: https://web.archive.org/web/20110917033920/http://www.molitvenik.in.rs/raduj_se_Nevesto/raduj_se_Nevesto_srpski2.html)

## Tradução em inglês
Refrão: Rejoice, O Bride Unwedded!
O Virgin pure, immaculate/ O Lady Theotokos
O Virgin Mother, Queen of all/ and fleece which is all dewy
More radiant than the rays of sun/ and higher than the heavens
Delight of virgin choruses/ superior to Angels.
Much brighter than the firmament/ and purer than the sun's light
More holy than the multitude/ of all the heav'nly armies.
Refrão
O Ever Virgin Mary/ of all the world, the Lady
O bride all pure, immaculate/ O Lady Panagia
O Mary bride and Queen of all/ our cause of jubilation
Majestic maiden, Queen of all/ O our most holy Mother
More hon'rable than Cherubim/ beyond compare more glorious
than immaterial Seraphim/ and greater than angelic thrones.
Refrão
Rejoice, O song of Cherubim/ Rejoice, O hymn of angels
Rejoice, O ode of Seraphim/ the joy of the archangels
Rejoice, O peace and happiness/ the harbor of salvation
O sacred chamber of the Word/ flow'r of incorruption
Rejoice, delightful paradise/ of blessed life eternal
Rejoice, O wood and tree of life/ the fount of immortality.
Refrão
I supplicate you, Lady/ now do I call upon you
And I beseech you, Queen of all/ I beg of you your favor
Majestic maiden, spotless one/ O Lady Panagia
I call upon you fervently/ O sacred, hallowed temple
Assist me and deliver me/ protect me from the enemy
And make me an inheritor/ of blessed life eternal.
Refrão
(Source and translation: Holy Nativity Convent, Saxonburg, Pennsylvania, U.S.A.)
http://www.serfes.org/spiritual/november1999.htm

## Tradução Checa
"Čistá Panno"
Sv. Nektarios Eginský
Čistá Panno a Vládkyně, přesvatá Bohorodičko
Raduj se Nevěsto nesnoubená
Rouno milostí orosené, Panno, Matko a Královno
Raduj se Nevěsto nesnoubená
Na nebesích jsi vyvýšená, nad záři slunce jasnější
Raduj se Nevěsto nesnoubená
Radosti sborů panenských, nad anděly jsi ctěnější
Raduj se Nevěsto nesnoubená
Nad oblohu jsi skvostnější, nad její světlo čistější
Raduj se Nevěsto nesnoubená
Vládneš nad šiky nebeskými, ty jsi svatá nad svatými
Raduj se Nevěsto nesnoubená
Marie, provždy Panno, Paní celého světa
Raduj se Nevěsto nesnoubená
Neposkvrněná Nevěsto a Panovnice přesvatá
Raduj se Nevěsto nesnoubená
Marie, Nevěsto i Paní, radosti naší příčino
Raduj se Nevěsto nesnoubená
Marie Matko i Panno, Dívko i ctnostná Královno
Raduj se Nevěsto nesnoubená
Nad netělesné cherubíny bez přirovnání ctěnější
Raduj se Nevěsto nesnoubená
Nad nebeské trůny vznešenější, nad serafíny slavnější
Raduj se Nevěsto nesnoubená
Vesel se písni cherubů, raduj se hymne andělů
Raduj se Nevěsto nesnoubená
Vesel se písni serafů, raduj se štěstí archandělů
Raduj se Nevěsto nesnoubená
Vesel se pokoji, radosti a spasitelný přístave
Raduj se Nevěsto nesnoubená
Božího Slova klenotnice a věčně kvetoucí růže
Raduj se Nevěsto nesnoubená
Vesel se, rajská zahrado, věčného žití hojnosti
Raduj se Nevěsto nesnoubená
Vesel se, strome života, prameni nesmrtelnosti
Raduj se Nevěsto nesnoubená
Tobě se klaním Královno a s pokorou tě vzývám
Raduj se Nevěsto nesnoubená
O milost tvou tě nyní prosím a s úctou tobě zpívám
Raduj se Nevěsto nesnoubená
Dívko vznešená, Panovnice, hlubino svaté naděje
Raduj se Nevěsto nesnoubená
Vroucně tě vzývám, orodovnice a posvěcený chráme
Raduj se Nevěsto nesnoubená
Ujmi se mne má ochránkyně a zachraň mne od zlého
Raduj se Nevěsto nesnoubená
Zastaň se mne má přímluvkyně, doveď do žití věčného
Raduj se Nevěsto nesnoubená

## Tradução em Inglês (com notas métricas)
(A, B, and C refer to the three distinct melodies within the hymn.)
(A) O pure and virgin Lady,/ O spotless Theotokos: Rejoice, O unwedded Bride!
O Virgin Queen and Mother/ O dewy fleece most sacred:/ Rejoice, O unwedded Bride!
(B) O height transcending heaven above/ O beam of light most radiant:/ Rejoice, O unwedded Bride!
O joy of chaste and virgin maids/ surpassing all the angels:/ Rejoice, O unwedded Bride!
(C) O brilliant light of heaven above/ most clear and most radiant: / Rejoice, O unwedded Bride!
Commanding chief of heavenly hosts/ O holiest of holies/ Rejoice, O unwedded Bride!
(A) O ever-virgin Mary/ O Mistress of creation:/ Rejoice, O unwedded Bride!
O Bride all-pure and spotless/ O Lady all-holy:/ Rejoice, O unwedded Bride!
(B) O holy Mary, Bride and Queen/ and cause of our rejoicing/ Rejoice, O unwedded Bride!
O Maiden Queen most hon'rable/ O Mother most holy/ Rejoice, O unwedded Bride!
(C) More precious than the cherubim/ more glorious than the seraphim:/ Rejoice, O unwedded Bride!
Surpassing principalities/ dominions, thrones and powers:/ Rejoice, O unwedded Bride!
(A) Rejoice, song of the cherubim/ Rejoice, hymn of the angels:/ Rejoice, O unwedded Bride!
Rejoice, ode of the seraphim/ and joy of the archangels:/ Rejoice, O unwedded Bride!
(B) Rejoice, o peace; Rejoice, o joy/ and haven of salvation: Rejoice, O unwedded Bride!
O bridal chamber of the Word/ unfading, fragrant blossom:/ Rejoice, O unwedded Bride!
(C) Rejoice, delight of paradise/ Rejoice, life everlasting:/ Rejoice, O unwedded Bride!
Rejoice, o holy tree of life/ and fount of immortality:/ Rejoice, O unwedded Bride!
(A) I supplicate thee, Lady/ I humbly call upon thee:/ Rejoice, O unwedded Bride!
O Queen of all, I beg thee/ to grant me thy favor:/ Rejoice, O unwedded Bride!
(B) O spotless and most honored maid/ O Lady all holy:/ Rejoice, O unwedded Bride!
I call upon thee fervently/ thou temple most holy:/ Rejoice, O unwedded Bride!
(C) O thou my help, deliver me/ from harm and all adversity:/ Rejoice, O unwedded Bride!
And by thy prayers show me to be/ an heir of immortality:/ Rejoice, O unwedded Bride!

## Texto Árabe Transliterado
'adhrāu yā umma-l-ilāh; yā ţāhira naqīh
R: afraĥ yā 'arūsan lā 'arūsa lahā
şallī lā-bniki-l-ilāh; wa ĥanninī 'alayy
R: afraĥ yā 'arūsan lā 'arūsa lahā
lā tuhmilīnī fī-l-ĥayāt; an aghraqa fī-l-khaţīh
R: afraĥ yā 'arūsan lā 'arūsa lahā
bal adrikīnī bi-n-najāt; wa taĥannanī 'allayy
R: afraĥ yā 'arūsan lā 'arūsa lahā
yā umma rabbi-l-ka-ināt; wa-ţţaghamati-ssamāwiyāt
R: afraĥ yā 'arūsan lā 'arūsa lahā
yā bahjata kulli-r-ruhbān; wa-l-anfusi-t-tuhrīh
R: afraĥ yā 'arūsan lā 'arūsa lahā
seyyidata kulli-l-'ālam; dāimata-l-'udhrīh
R: afraĥ yā 'arūsan lā 'arūsa lahā
ayā kulliyyata-t-taqdīs; taĥqīqa-l-batūlīh
R: afraĥ yā 'arūsan lā 'arūsa lahā
yā arfa'a mina-l-amlāk; wa mina-l-basharīh
R: afraĥ yā 'arūsan lā 'arūsa lahā
tasbīĥa kulli-sh-shārubīm; wa midĥatan malakīh
R: afraĥ yā 'arūsan lā 'arūsa lahā
wa yā nashīdu-s-sarāfīm; al-arwāĥi-l-kulīh
R: afraĥ yā 'arūsan lā 'arūsa lahā
wa rū-a-sa-l-malāikah; al-ājnadi-l-urrīh
R: afraĥ yā 'arūsan lā 'arūsa lahā
antil-batūli-l-mālikah; wa-l-jazatu-n-nadīh
R: afraĥ yā 'arūsan lā 'arūsa lahā
zahratu 'adami-l-fasād; wa khidru-l-batūlīh
R: afraĥ yā 'arūsan lā 'arūsa lahā
antil-mīnā-u li-l-khalāş; wa faraĥu-l-basharīh
R: afraĥ yā 'arūsan lā 'arūsa lahā
al-'arfāu mina-s-samā; al-āmi'atu-l-bahīh
R: afraĥ yā 'arūsan lā 'arūsa lahā
afrhhī yā nahru-n-na'īm; wa zahrata-l-abadīh
R: afraĥ yā 'arūsan lā 'arūsa lahā
yanbū'a 'ādami fasād; wa'ūda-l-hayyāwīh
R: afraĥ yā 'arūsan lā 'arūsa lahā

## Ver  também
- Axion Estin